# Solo Bern 1984: First Visit
Solo Bern 1984: First Visit ist ein Soloalbum von Anthony Braxton. Die am 7. Juli 1984 im Alten Schlachthaus (heute Schlachthaus Theater) in Bern entstandenen Aufnahmen erschienen am 21. Mai 2024 auf ezz-thetics.

## Hintergrund
Direkt im Anschluss an Live at Fat Tuesday’s, February 9, 1980: First Visit, einem Mitschnitt der Cecil Taylor Unit vom 9. Februar 1980 – der ersten Veröffentlichung der First Visit-Reihe von ezz-thetics – erschien auf Werner X. Uehlingers Label mit Solo Bern 1984 – ein weiteres, noch nie zuvor veröffentlichtes Livealbum. Anthony Braxton spielt hier allein Altsaxophon-Versionen von sechzehn Stücken, davon zwölf Braxton-Kompositionen und vier Standards – John Coltranes „Giant Steps“ und „Naima“, Arthur Schwartz’ „Alone Together“ und Victor Schertzingers Lied von 1941, „I Remember You“.
Braxtons zweites aufgenommenes Album For Alto, das im Sommer 1969 aufgenommen und 1971 bei Delmark Records veröffentlicht wurde, war das erste Jazzalbum, das ausschließlich Solosaxophon-Material enthielt, notierte John Eyles. Es wurde von der Jazzkritik gut aufgenommen und hoch gelobt und als revolutionär bezeichnet. Doch trotz dieses Lobes konzentrierte sich Braxton anschließend nicht auf das Solo-Saxophon, sondern spielte mehr in Gruppen unterschiedlicher Größe und beschäftigte sich vermehrt mit seinen Kompositionen. In den Jahren zwischen der Aufnahme von For Alto und dem aktuellen Album erreichte die Anzahl der von ihm aufgenommenen Soloalben keinen zweistelligen Bereich; zu den wenigen Veröffentlichungen gehörte 19 [Solo] Compositions (1988), Solo (London) 1988 (1991) und Solo Willisau (2007). Dennoch gab es ein Publikum für Braxtons Live-Solokonzerte, so Eyles.
Die Kompositionen, die Braxton für das Konzert ausgewählt hatte, wurden alle „für Soloinstrument“ geschrieben und reichen von „Composition 26B“ aus dem Jahr 1974 bis zu „Composition 118A“ und „Composition 118F“ aus dem Jahr 1982. Drei der Stücke, „Composition 99Q“, „Composition 106R“ und „Composition 118Q“, erscheinen nicht in Katalogen von Braxton-Kompositionen, also hat Braxton sie vielleicht hier lediglich ausprobiert, vermutete Eyles.

## Titelliste
- Anthony Braxton: Solo Bern 1984: First Visit (ezz-thetics 103)[3]

1. Composition 99B 4:21
2. Composition 77H 4:21
3. Alone Together (Arthur Schwartz) 4:36
4. Composition 170C 2:44
5. Composition 99Q 4:18
6. Composition 118F 3:39
7. Giant Steps 7:09
8. Composition 26B 5:02
9. Composition 77G 4:16
10. Composition 106R 3:12
11. Composition 106J 3:34
12. Composition 118Q 3:55
13. Composition 77D 3:01
14. Composition 118A 4:12
15. Naima (John Coltrane) 2:30
16. I Remember You (Victor Schertzinger) 2:59

Wenn nicht anders vermerkt, stammen die Kompositionen von Anthony Braxton.

## Rezeption
Die relative Kürze der Stücke bedeute, dass Braxton dazu geneigt habe, sich in jedem Stück auf eine Stimmung oder Emotion zu konzentrieren, anstatt zu viel hineinzupacken, schrieb John Eyles in All About Jazz. Auf Solo Bern 1984: First Visit liefere er eine virtuose Darbietung in jeder erdenklichen Weise – technisch, emotional und musikalisch –, was zu dem Schluss führe, dass dieses Album als eines von Braxtons besten anerkannt werden dürfte.